# 小野大輔のGIGらNight!
小野大輔のGIGらNight!（おのだいすけのぎぐらないと）は、インターネットラジオ・ラジオ関西で放送されていたラジオ番組。インターネットラジオ・ラジオ関西ともに2008年3月28日をもって放送終了した。

## 概要
Windows専用ソフト『KoiGIG〜DEVIL×ANGEL〜』で主人公・シュウ役を演じる小野大輔がパーソナリティを務めるラジオ番組。同じくKoiGIGで岸部を演じる大橋隆昌もコーナー出演している。第26回からラジオ関西での地上波放送も始まった。

## 放送時間
- 放送局：インターネットラジオ・ ラジオ関西
- 放送日：毎週金曜 23:00〜（ラジオ関西では毎週木曜 25:00〜25:30）

## エピソード
- 番組開始当初から月1回の公開録音が定番となっている。例外的にイベント中に行われた場合もあるが、基本的にはメッセサンオーにて抽選で選ばれたファンを招待して行われていた。しかし、途中からは毎月会場を変えており、2007年12月はバンタン電影アニメマンガ学院、2008年1月はコア・いけぶくろ（豊島区民センター）、2月はLIVE GATE TOKYO@EBISUで行われた。
- 反抗期の頃は母親に対して「お母様、お醤油を取っていただけますか」などとわざと敬語で話していたエピソードを披露し、大橋隆昌に「萩尾望都か！」とつっこまれていた。
- 小野大輔のキャッチフレーズを募集し、多数のメールが寄せられていた。応募されたキャッチフレーズのうち『フリーダム・ファイター』を気に入りずっと使用していたが、その後投稿された『毎日がつまらない奴は、小野大輔に恋をしろ』を「これいい！ 甲乙つけがたいので、これも使う」と宣言（採用されたのが最終回だったため、GIGらNight内では使用されていない）。結局キャッチフレーズは決定しないまま番組が終了した。

## コーナー
Ono Letter〜オノレター〜
いわゆるふつおたのコーナー。小野大輔が自分自身を知ってもらうために作ったという体裁のコーナー。ネタ的な無茶ぶりメールも多かった。
集え！フェチッ子！
リスナーが投稿した萌えシチュエーションを元に、小野大輔と大橋隆昌がアドリブでドラマを展開する。
スペースレンジャー
小野レンジャーがリスナーから投稿された曖昧な隙間・微妙な隙間を埋める、大喜利的コーナー。
Sex・Drug・Beerのつまみ
ラジオ関西では放送されていない、インターネットラジオのみのコーナー。放送当初は3種類のビールのつまみを混ぜて新しいつまみを作るコーナーだったが、最終的には小野大輔、大橋隆昌、ドン・マッコウ（「KoiGIG〜DEVIL×ANGEL〜」プロデューサー）がビールを飲みながら喋るコーナーとなった。コーナー自体が20分を越える場合もあり、結果としてラジオ関西での放送が28分程度なのに比べ、インターネットラジオが50分を越える放送時間になることもあった。

## 終了したコーナー
USOニュースネットワーク
実際には起こっていない世の中の出来事をややこしく解説するニュース番組。大橋隆昌がリポーター役を務め、小野大輔演じるキャラクターにインタビューしていく形が定番。
頑固ジジィにヨロシク♪
小野大輔演じる「おのじぃ」と大橋隆昌演じる「たかじぃ」がリスナーからの悩みに答えるコーナー。
龍馬が来る!!
高知県出身の小野大輔が、リスナーから寄せられた台詞を土佐弁で読み上げるコーナー。たまに、土佐弁で言い換えても変わらない台詞が送られてくる。
ソウルShout!!
「Ono Letter〜オノレター〜」のスタートと同時に終了した、ふつおた的なコーナー。毎月ひとつのテーマが決められており、それにまつわるメールを募集していた。
今週の仏陀
仏像好きな小野大輔が毎週ひとつの仏像に焦点を当て、ただひたすら仏像について語るコーナー。

## ゲスト
- 第22回：羽多野渉（公開録音）
- 第23回：鳥海浩輔（スタジオ）
- 第26回：菅沼久義（公開録音）
- 第29回：遠近孝一（公開録音）